# Comarca de Tierra de Trives
La Comarca de Tierra de Trives[cita requerida] (Terra de Trives oficialmente y en gallego) está situada en la provincia de Orense, linda al norte con la provincia de Lugo, comarca de Quiroga, encontrándose el resto de sus límites en la provincia de Orense: al este, con la de comarca de Valdeorras, al sur con la de Viana y Verín y al oeste con la de Tierra de Caldelas.

## Territorio y población

### Municipios
Pertenecen a la comarca los siguientes municipios: Chandreja de Queija, Manzaneda, Puebla de Trives y Río. En el siglo XIX formó parte de la desaparecida provincia del Vierzo.
| Municipio           | Nombre oficial y en gallego | Extensión (km²) | % del total | Habitantes (2019) | % del total | Densidad (hab/km²) | Altitud (metros) | Distancia a/desde Trives (km) | Número de Parroquias | Parroquias |
| ------------------- | --------------------------- | --------------- | ----------- | ----------------- | ----------- | ------------------ | ---------------- | ----------------------------- | -------------------- | --- |
| Chandreja de Queija | Chandrexa de Queixa         | 171,8           | 39,8        | 456               | 11,6        | 2,7                | 997              | 18                            | 8                    | Cadeliña, Candedo, Casteligo, Casteloais, Celeiros, Chandreja, Chaveán, Drados, Fitoiro, Fonteita, Forcadas, Paradaseca, Parafita, Queija, Rabal, Requeijo, San Cristóbal, Vilar                                          |
| Manzaneda           | Manzaneda                   | 114,6           | 26,5        | 870               | 22,2        | 7,6                | 661              | 8                             | 10                   | Cernado, Cesuris, Manzaneda, Paradela, Placín, Raigada, Requejo, Manzaneda, Vidueira, Soutipedre |
| Puebla de Trives    | A Pobra de Trives           | 84,2            | 19,5        | 2.067             | 52,7        | 24,5               | 748              | -                             | 19                   | Barrio, Castro, Coba, Cotarones, Encomienda, Junquera, Mendoya, Navea, Paraizás, Penapetada, Peña de Folenche, Piñeiro, Puebla de Trives, San Lorenzo de Trives, San Mamed de Trives, Sobrado, Somoza, Trives, Villanueva |
| Río                 | San Xoán de Río             | 61,1            | 14,2        | 531               | 13,5        | 8,7                | 888              | 13                            | 9                    | Cabanas, Castrelo, Cerdeira, Medos, San Silvestre de Argas, San Xoán de Río, Sanjurjo, Seoane de Argas, Villardá |
| Total               |                             | 431,7           | 100,0       | 3.924             | 100,0       | 9,1                |                  |                               | 56                   | |

### Evolución demográfica
| Gráfica de evolución demográfica de Comarca de Tierra de Trives entre 1842 y 2019      |
|                                                                                        |
| Fuente Instituto Nacional de Estadística de España - Elaboración gráfica por Wikipedia |